# La Düsseldorf (álbum)
La Düsseldorf es el primer álbum del grupo alemán del mismo nombre, liderado por el famoso Klaus Dinger. 
El disco tiene el sonido motorik típico de las creaciones de Klaus Dinger, como ya hiciese en Neu! o en Neu! '75; aunque se aleja de la faceta proto-punk de su anterior grupo en favor de un rock más melódico.

## Lista de canciones
1. «Düsseldorf» - 13:17
2. «La Düsseldorf» - 4:28
3. «Silver Cloud» - 8:01
4. «Time» - 9:24